# Комаровка (Приморский край)
Комаро́вка — село в Кировском районе Приморского края. Входит в Руновского сельского поселения.

## География
Село Комаровка стоит на левом берегу реки Белая.
Дорога к селу Комаровка идёт на запад от трассы «Уссури», расстояние до трассы около 6 км, расстояние до села Руновка (на север по автодороге «Уссури») около 8 км, до районного центра посёлка Кировский (на север) около 28 км.

## Население
| 1897 | 1915  | 1926  | 2002 | 2005 | 2010 |
| ---- | ----- | ----- | ---- | ---- | ---- |
| 323  | ↗1064 | ↗1291 | ↘596 | ↘585 | ↘413 |

## Улицы
| - ул. Гаражная, - ул. Зелёный, - ул. Рабочая, - пер. Рязанский, | - ул. Советская, - ул. Школьная, - пер. Школьный, - ул. Юбилейная. |

## Экономика
Жители занимаются сельским хозяйством.